# Jim Piper
Jim Piper (Campbelltown, 13 agosto 1981) è un nuotatore australiano.
Alle Olimpiadi di Atene 2004 è arrivato inizialmente sesto nella finale dei 200 m rana con 2'11"80, il tempo gli venne però tolto a causa della squalifica. Ha causato anche la squalifica della squadra australiana ai mondiali di Barcellona 2003 nella staffetta 4 × 100 m mista, in cui nelle batterie di qualificazione è partito con -0,04 di stacco dai blocchi, contro il limite consentito di -0,03.

## Palmarès
- Mondiali in vasca corta

Mosca 2002: oro nei 200 m rana e argento nella 4 × 100 m misti.
- Giochi PanPacifici

Yokohama 2002: argento nei 200 m rana e nella 4 × 100 m misti e bronzo nei 100 m rana.
- Giochi del Commonwealth

Manchester 2002: oro nei 200 m rana e nella 4 × 100 m misti.
Melbourne 2006: bronzo nei 200 m rana.